# Bremer Kaffeehaus-Orchester
Das Bremer Kaffeehaus-Orchester ist ein Ensemble von klassisch ausgebildeten Musikern, das sich 1990 in Bremen gegründet hat und seitdem in unveränderter Besetzung spielt. Sie spielen einen Stil, den man gemeinhin als Kaffeehaus-Musik bzw. Salonmusik bezeichnet. 
Das Ensemble besteht aus Constantin Dorsch (Violine), Klaus Fischer (Flöte, Piccoloflöte, Saxophon, Klarinette, Bassklarinette, Moderation), Johannes Grundhoff (Klavier, bis 2022), Anselm Hauke (Kontrabass), Gero John (Violoncello), und Machiko Totani (Klavier, ab 2022). In ihren Auftritten, die humorvoll präsentiert werden, kommen auch eher seltene Instrumente wie eine Rezeptionsklingel oder eine Vuvuzela zum Einsatz. 2022 schied Grundhoff aus; seine Nachfolgerin wurde Machiko Totani.
Das Repertoire umfasst u. a. Werke von Johann Pachelbel, Antonio Vivaldi, Wolfgang Amadeus Mozart, Robert Schumann, Giuseppe Verdi, Johann Strauss (Sohn), Johannes Brahms, Georges Bizet, Edvard Grieg, Erik Satie, Paul Lincke, Franz Lehár, Carlos Gardel, Felix Bernard, Duke Ellington, Aram Chatschaturjan, Glenn Miller, Sonny Burke, Henry Mancini, The Beatles, Deep Purple, Sting, Seal und zunehmend eigene Kompositionen.
Die Gruppe gibt regelmäßig Konzerte im Bremer Konzerthaus Die Glocke, aber auch in ganz Deutschland und dem benachbarten Ausland.
Seit 1995 sind zahlreiche Musikeinspielungen vom Bremer Kaffeehaus-Orchester erhältlich.

## Diskografie (Auswahl)
- Die Erste (1995)
- Die Zweite (1996)
- Die Dritte (1997)
- Weihnachtsstimmung (1998)
- Lieben Sie Strauß? (Sony Musik Entertainment, 1999)
- Rendezvous im Kaffeehaus (Sony Musik Entertainment, 2000)
- Winter Wonderland (2002)
- Winter Wonderland (Gero John, 2003)
- Träumerei im Kaffeehaus (2004)
- Best of Kaffeehaus (2005)
- Weihnachten im Kaffeehaus (2006)
- Café Espressivo (2009)
- Bremer Weihnacht (2011)
- Opus 12 (Gero John, 2012)
- Black Coffee (2015)
- Opus 14 (2019)